# アストンマーティン・ヴァルキリー (ル・マン・ハイパーカー)
アストンマーティン・ヴァルキリー (Aston Martin Valkyrie) は、アストンマーティン・レーシングとマルチマティックがル・マン・ハイパーカー （LMH）規定に基づき、FIA 世界耐久選手権（WEC）、IMSA スポーツカー選手権（IMSA）への参戦用に開発したプロトタイプ・レーシングカー。
ロードカーのサーキットバージョンであるAMR Proをベースに、ル・マン・ハイパーカー規定に沿って大幅に改造している。

## 概要

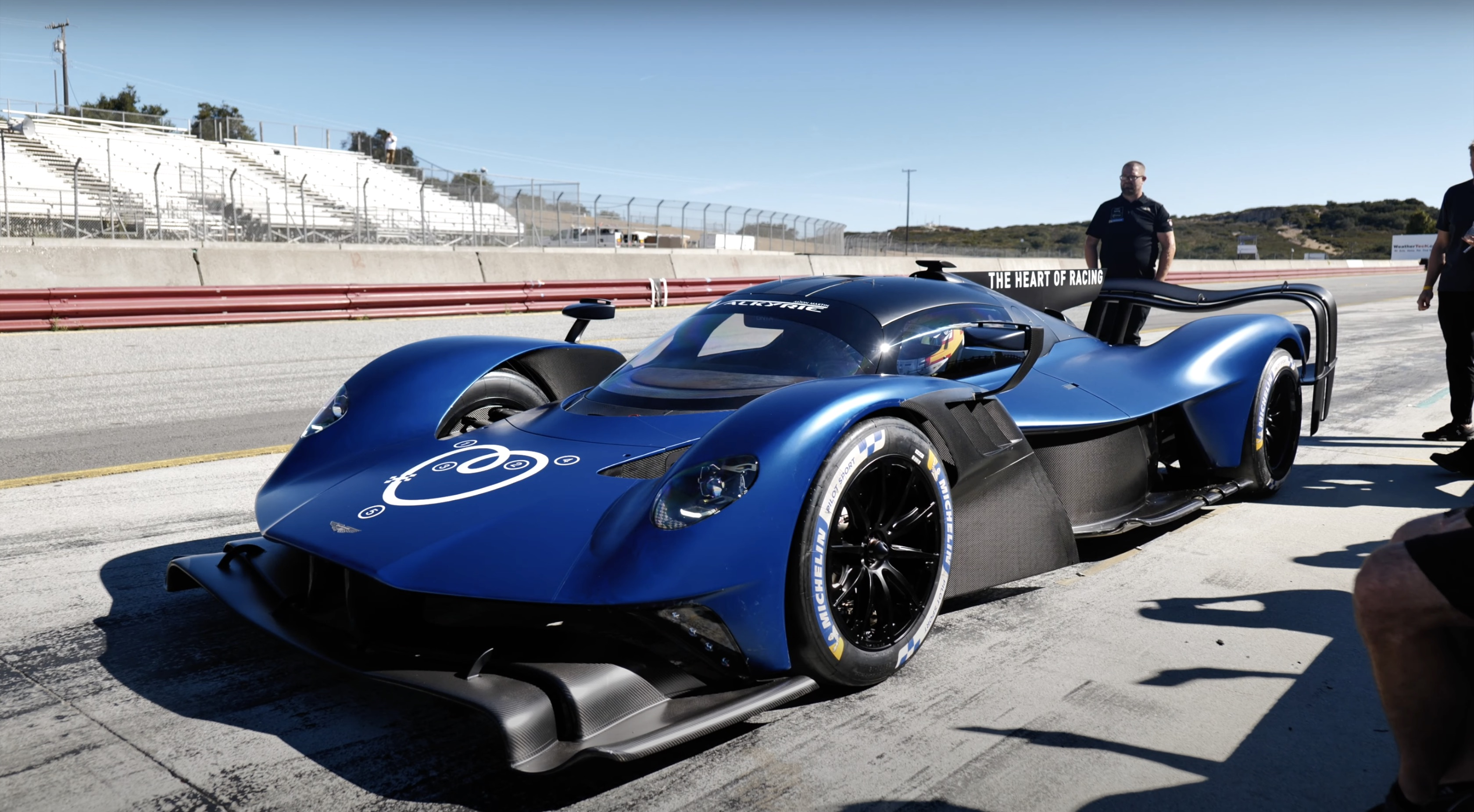
ベースとなった、ヴァルキリー AMR Pro。

2016年、アストンマーティンはF1のレッドブル・レーシングと提携し、エイドリアン・ニューウェイが設計に関わる高性能スポーツカー「AM-RB 001」の開発計画を発表した（のちに「ヴァルキリー」と命名）。また、アストンマーティンはレッドブルのスポンサーとなり、2018年にはタイトルスポンサーに就任して「アストンマーティン・レッドブル・レーシング」の名でF1に参戦した。
2019年6月、スポーツカーレースのFIA 世界耐久選手権（WEC）において2020-2021シーズンより最高峰クラスにル・マン・ハイパーカー規定が導入されることが発表されると、アストンマーティンとトヨタがワークス参戦を表明した（2021年はアストンマーティンのル・マン24時間レース参戦100周年にあたる）。トヨタはプロトタイプ（純レーシングカー）の開発を選択したが、アストンマーティンはヴァルキリーのサーキット走行専用モデル「AMR Pro」をベースに開発することを選択し、カスタマーへの供給も視野に入れているとした。
2020年、ローレンス・ストロール率いるコンソーシアムがアストンマーティンを買収したことで状況は変化した。ストロールは所有するレーシング・ポイントを改称し、2021年より「アストンマーティンF1」としてF1にワークス参戦することを決定。レッドブルとのスポンサー契約を2020年一杯で終了するとともに、WECのハイパーカープログラムを再検討し、参戦を保留すると発表した。
2023年10月4日、アストンマーティンは一転して計画の再始動を発表し、2025年よりWECのハイパーカークラスと北米のウェザーテック・スポーツカー選手権 (IMSA) のGTPクラスにダブルエントリーすることを表明した。開発はアストンマーティン・パフォーマンス・テクノロジーズ (AMPT) とカナダのマルチマティックが提携して行い、チーム運営はWEC / IMSAでアストンマーティンのグループGT3車両を走らせているアメリカのハート・オブ・レーシング (THOR) をパートナーに迎える。
2024年6月、「ヴァルキリー AMR-LMH」2台体制でのWEC参戦を確認。7月にシルバーストンでシェイクダウンを行い、その後はヨーロッパ・中東・アメリカのサーキットで約15,000 kmのテスト走行を重ねた。
2025年2月、シーズン開幕前に公式ローンチを行い、WEC参戦車はアストンマーティンのイメージである「緑」、IMSA参戦車はハート・オブ・レーシングのイメージである「青」を基調としたカラーリングを採用した。なお、WECのエントリーリストでは車名から「AMR-LMH」が無くなり、単純にアストンマーティン・ヴァルキリーと登録されているが、広報担当者は「この表記の変更は、レースカーと、ベースとなるロードカーをより近づけるために行われたもの」と説明している。
なお、ベースカーを設計したエイドリアン・ニューウェイは2025年3月にレッドブルからアストンマーティンへ移籍したが、2026年の新レギュレーションに向けたF1マシンの開発作業に集中しており、本プロジェクトには関わっていない。

## 仕様
ル・マン・ハイパーカー (LMH) 規定の車両は、プロトタイプ（純レーシングカー）を設計するかロードカー（ハイパーカー）をベースにするか選択式であるが、2025年時点でアストンマーティンのみが後者を選択している。また、V6ターボエンジン+モーター（ハイブリッド）というパワートレインが多い中で、自然吸気V12エンジン（モーターなし）という選択も独自性がある。
コスワース製の6.5 L V12エンジンはロードカー仕様で最高回転数11,000 rpm、最高出力1,000馬力を超えるが、LMHのレギュレーションでは最高出力がトータル500 kW（680 PS）に制限される。エンジンへの負荷が軽くなる分、耐久レースに欠かせない燃費性能が開発の中心になった。モータースポーツ責任者アダム・カーターは「トルクカーブを調整し、エンジン回転数を落として摩擦損失を低減、燃費を向上させることが可能になった」と述べている。
ロードカーに搭載されているハイブリッドシステムはパッケージ面や重量の問題があり、レースカーには搭載されていない。ロードカーのモーターは後輪アシスト、LMH規定は前輪アシストという違いもある。

## レース活動

### 2025年
2024年11月、FIA 世界耐久選手権（WEC）に参戦する最初のドライバーとカーナンバーが発表され、007号車にハリー・ティンクネル、009号車にアレックス・リベラスがそれぞれエントリーされた。IMSA スポーツカー選手権においてはデイトナ24時間レースをスキップし、テストと開発を継続する。2025年2月、残るドライバーラインアップが発表された。WECでは007号車にトム・ギャンブルが、009号車にマルコ・ソレンセンが加入。また、ル・マン24時間レースを含む複数のレースではロス・ガンが007号車に、ロマン・デ・アンジェリスが009号車にそれぞれ合流し、3人目のドライバーとして参戦する。IMSAにおいては、デ・アンジェリスとガンの2名がレギュラードライバーとして23号車をドライブし、セブリングにおいてはリベラスが3人目のドライバーとして参戦した。

## 戦績

### FIA 世界耐久選手権
| 年   | チーム                           | クラス       | No. | ドライバー               | Rds. | 1       | 2      | 3      | 4      | 5      | 6   | 7   | 8   | Pts. | Pos. |
| ---- | -------------------------------- | ------------ | --- | ------------------------ | ---- | ------- | ------ | ------ | ------ | ------ | --- | --- | --- | ---- | ---- |
| 2025 | アストンマーティン・THOR・チーム | ハイパーカー | 007 | ハリー・ティンクネル     | All  | QAT Ret | IMO 18 | SPA 13 | LMS 13 | SÃO 16 | COA | FUJ | BHR | 2    | 8位  |
| 2025 | アストンマーティン・THOR・チーム | ハイパーカー | 007 | トム・ギャンブル         | All  | QAT Ret | IMO 18 | SPA 13 | LMS 13 | SÃO 16 | COA | FUJ | BHR | 2    | 8位  |
| 2025 | アストンマーティン・THOR・チーム | ハイパーカー | 007 | ロス・ガン               | 1, 4 | QAT Ret | IMO 18 | SPA 13 | LMS 13 | SÃO 16 | COA | FUJ | BHR | 2    | 8位  |
| 2025 | アストンマーティン・THOR・チーム | ハイパーカー | 009 | アレックス・リベラス     | All  | QAT 17  | IMO 17 | SPA 14 | LMS 11 | SÃO 13 | COA | FUJ | BHR | 2    | 8位  |
| 2025 | アストンマーティン・THOR・チーム | ハイパーカー | 009 | マルコ・ソレンセン       | All  | QAT 17  | IMO 17 | SPA 14 | LMS 11 | SÃO 13 | COA | FUJ | BHR | 2    | 8位  |
| 2025 | アストンマーティン・THOR・チーム | ハイパーカー | 009 | ロマン・デ・アンジェリス | 1, 4 | QAT 17  | IMO 17 | SPA 14 | LMS 11 | SÃO 13 | COA | FUJ | BHR | 2    | 8位  |

### ウェザーテック・スポーツカー選手権
| 年   | チーム                           | クラス | No. | ドライバー               | Rds. | 1   | 2     | 3     | 4      | 5     | 6     | 7   | 8   | 9   | Pts.  | Pos.  |
| ---- | -------------------------------- | ------ | --- | ------------------------ | ---- | --- | ----- | ----- | ------ | ----- | ----- | --- | --- | --- | ----- | ----- |
| 2025 | アストンマーティン・THOR・チーム | GTP    | 23  | ロマン・デ・アンジェリス | 2-6  | DAY | SEB 9 | LBH 8 | MON 10 | DET 8 | WGL 9 | ELK | IMS | PET | 1211* | 11位* |
| 2025 | アストンマーティン・THOR・チーム | GTP    | 23  | ロス・ガン               | 2-6  | DAY | SEB 9 | LBH 8 | MON 10 | DET 8 | WGL 9 | ELK | IMS | PET | 1211* | 11位* |
| 2025 | アストンマーティン・THOR・チーム | GTP    | 23  | アレックス・リベラス     | 2    | DAY | SEB 9 | LBH 8 | MON 10 | DET 8 | WGL 9 | ELK | IMS | PET | 1211* | 11位* |

### ル・マン24時間レース
| 年              | チーム                           | クラス       | 車番 | ドライバー                                                       | 周回数 | 総合 順位 | クラス 順位 |
| --------------- | -------------------------------- | ------------ | ---- | ---------------------------------------------------------------- | ------ | --------- | ----------- |
| 2025 （英語版） | アストンマーティン・THOR・チーム | ハイパーカー | 007  | ハリー・ティンクネル トム・ギャンブル ロス・ガン                 | 381    | 14位      | 14位        |
| 2025 （英語版） | アストンマーティン・THOR・チーム | ハイパーカー | 009  | アレックス・リベラス マルコ・ソレンセン ロマン・デ・アンジェリス | 383    | 12位      | 12位        |